# Limitless (TV-serie)
Limitless är en amerikansk TV-serie, som började visas den 22 september 2015 i USA på tv-kanalen NBC. Serien är skapad av Martin Gero, och medverkande skådespelare är Jake McDorman, Jennifer Carpenter  och Mary Elizabeth Mastrantonio. Serien baseras på filmen Limitless.

## Rollista (i urval)
| Jake McDorman               | – Brian Finch                                             |
| Jennifer Carpenter          | – FBI agent Rebecca Harris                                |
| Hill Harper                 | – FBI agent Spelman Boyle                                 |
| Mary Elizabeth Mastrantonio | – FBI special agent Nasreen "Naz" Pouran                  |
| Bradley Cooper              | – Senator Eddie Morra (huvudpersonen i filmen Limitless). |